# Copperplate map of London

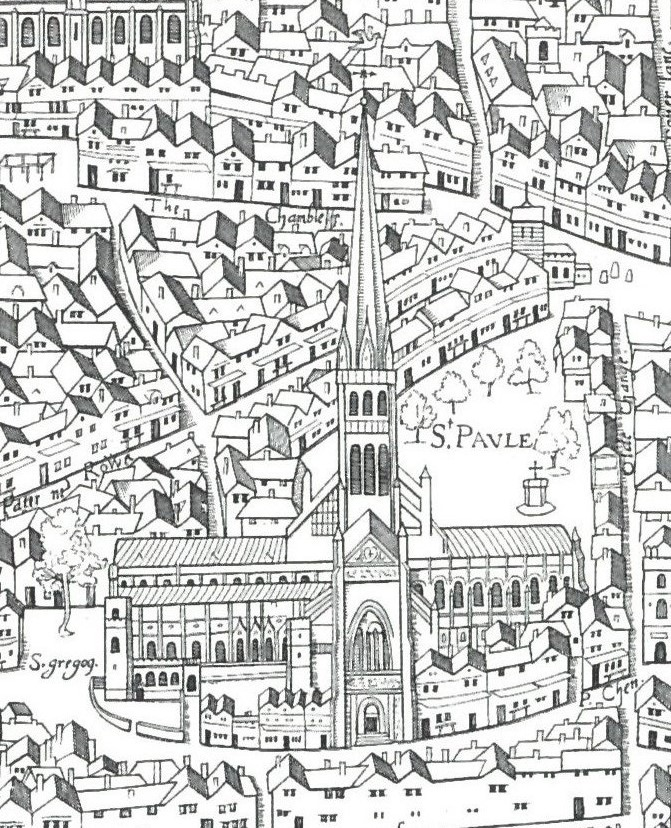
Dettaglio della Copperplate map con l'antica cattedrale di San Paolo

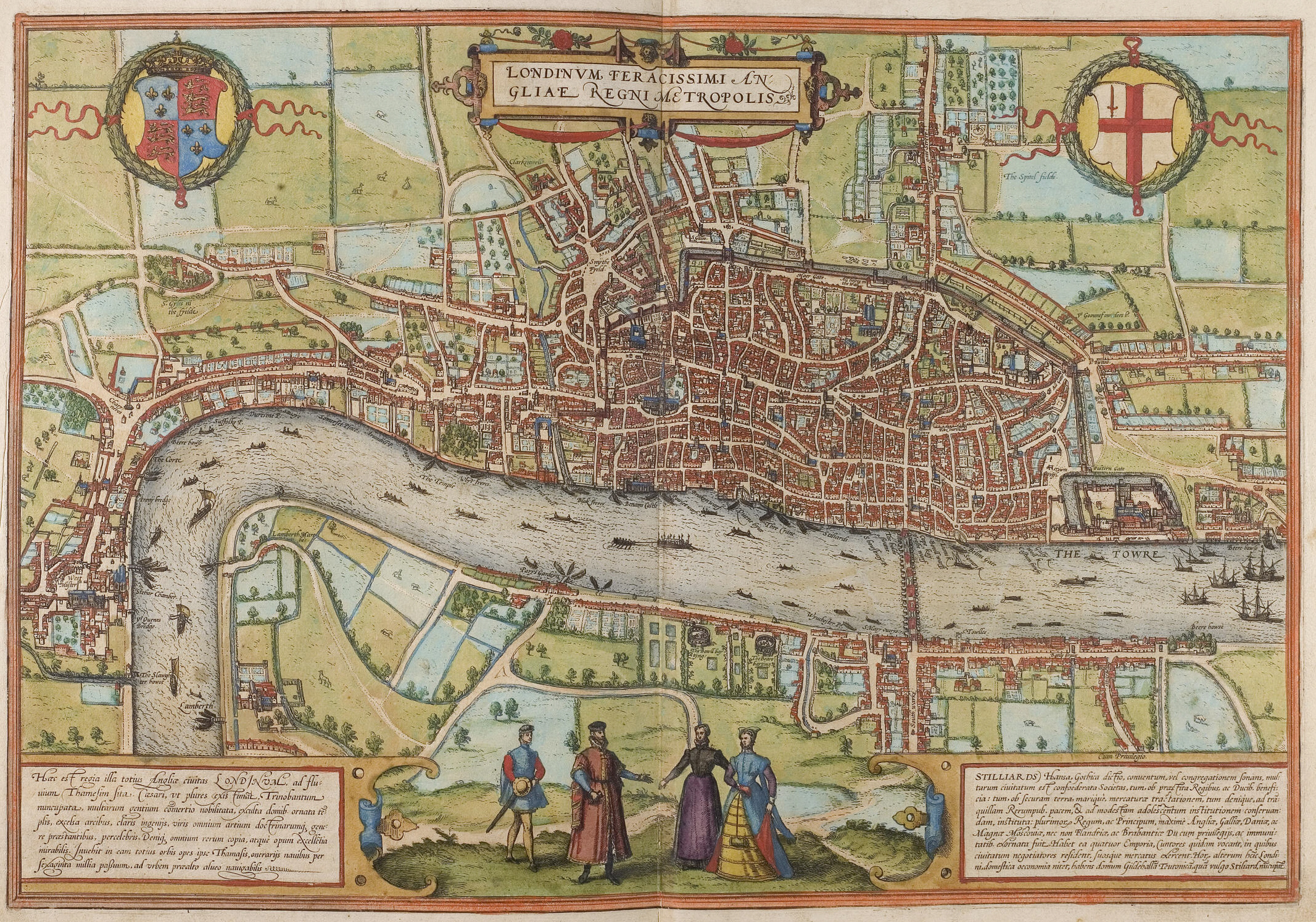
Mappa di Londra di Braun e Hogenberg, pubblicata nel 1572, mostrante l'estensione di territorio proposta dalla Copperplate map

La "Copperplate" map of London è un'antica mappa, su ampia scala, della City di Londra e dei suoi immediati dintorni, tra il 1553 e il 1559, giunta a noi solo in parte. È la prima vera mappa di Londra (al contrario di vedute panoramiche come quelle di Anton van den Wyngaerde). La mappa originale è stata probabilmente progettata per essere appesa ad una parete, e si crede che misurasse circa 110 cm. in altezza e 225 in larghezza. Non ci sono copie della carta pervenute sotto forma di stampa, ma tra il 1962 e il 1997 sono state stampate tre piccole porzioni dell'insieme dalla lastra in rame (mediante il processo di stampa da incisione) che presumibilmente era costituita da 15 matrici. Anche se solo una parte frammentaria della mappa è nota, le tre piastre coprono la maggior parte del cuore abitato della città di Londra del tempo.
La mappa dà una visione a volo d'uccello, vale a dire, le strade e le altre caratteristiche del terreno sono mostrate in piano, come se viste direttamente dall'alto; mentre gli edifici, le persone e le altre caratteristiche in piedi sono mostrate come se viste da una grande altezza, da sud della città, ma senza lo scorcio di caratteristiche più distanti che sarebbe necessario per una vera e propria visione prospettica.
La mappa mostra una certa correlazione alla "Woodcut" map, un tempo attribuita a Ralph Agas, datata intorno al 1561; ma anche a quella inserita in Civitates Orbis Terrarum di Georg Braun e Frans Hogenberg, pubblicata a Colonia e Amsterdam nel 1572. Queste ultime, ora note per derivare dalla mappa su rame, hanno consentito la sua estensione alle dimensioni originali da stimare.

## Produzione
La Copperplate map può essere stata realizzata da incisori dei Paesi Bassi, un importante centro di rilevamento e di stampa dell'epoca: ciò è suggerito da alcune delle sue iscrizioni e altri dettagli. La data di creazione corrisponde circa a quella dell'unione dei regni di Maria I e di suo marito Filippo di Spagna (i.e. 1554–8). Filippo, il cui reame includeva i Paesi Bassi Spagnoli, era noto come un appassionato collezionista di piante di città, e potrebbe aver commissionato la mappa su rame. È stato anche suggerito che i mercanti anseatici di Londra, e lo studioso umanista George Lily, potrebbero aver avuto parte nella sua produzione.
Tutti e tre le lastre sopravvissute sono fortemente usurate, suggerendo che sono state utilizzate per la stampa molte volte.

## Lastre pervenute

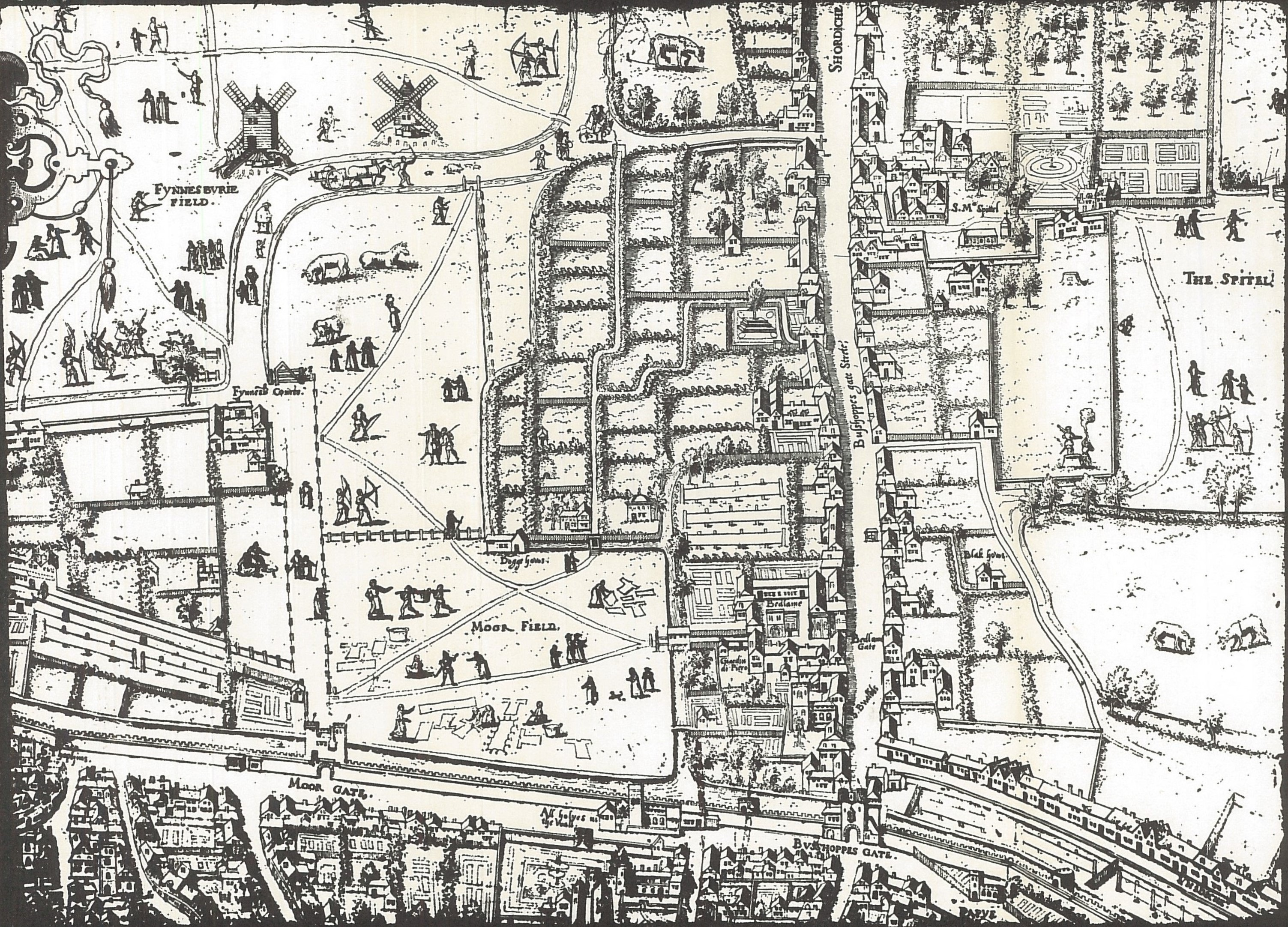
La lastra Moorfields

### Moorfields
La prima lastra venne scoperta nel 1962, quando un mercante d'arte contattò il London Museum. Essa raffigura parte del perimetro settentrionale della City di Londra, tra cui una porzione delle mura della città, le porte di Moorgate e Bishopsgate, e la periferia di Moorfields e Spitalfields. Il recto della piastra è stato utilizzato per un dipinto della Torre di Babele, datato a circa il 1600 e attribuito a Marten van Valckenborch o un membro della sua bottega. La piastra è stata acquisita dal Museo di Londra, ed è giunta poi al Museo di Londra.

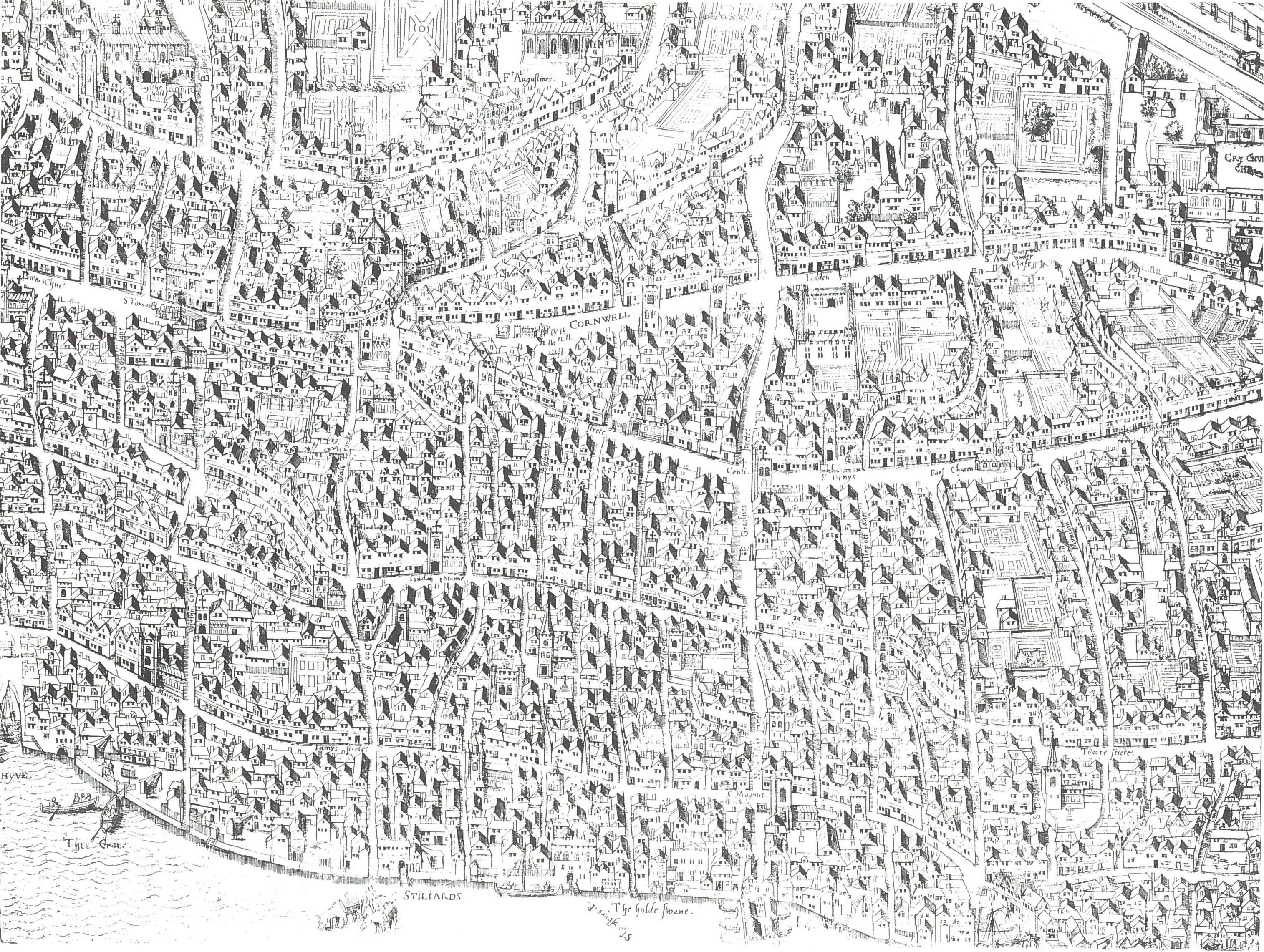
Lastra della zona orientale

### Zona orientale
La seconda lastra venne scoperta subito dopo presso un collezionista privato. Illustra gran parte della zona orientale della città (immediatamente a sud dell'area coperta dalla prima lastra, e si estende alle rive del Tamigi), comprendendo Guildhall e il terminale nord del London Bridge. Il retro della lastra è stato utilizzato per dipingere una coronazione della and Assunzione della Vergine, dipinta intorno al 1600 e attribuita a Hieronymus Francken I. Anche questa lastra è stata acquistata dal Museo di Londra nel 1985.

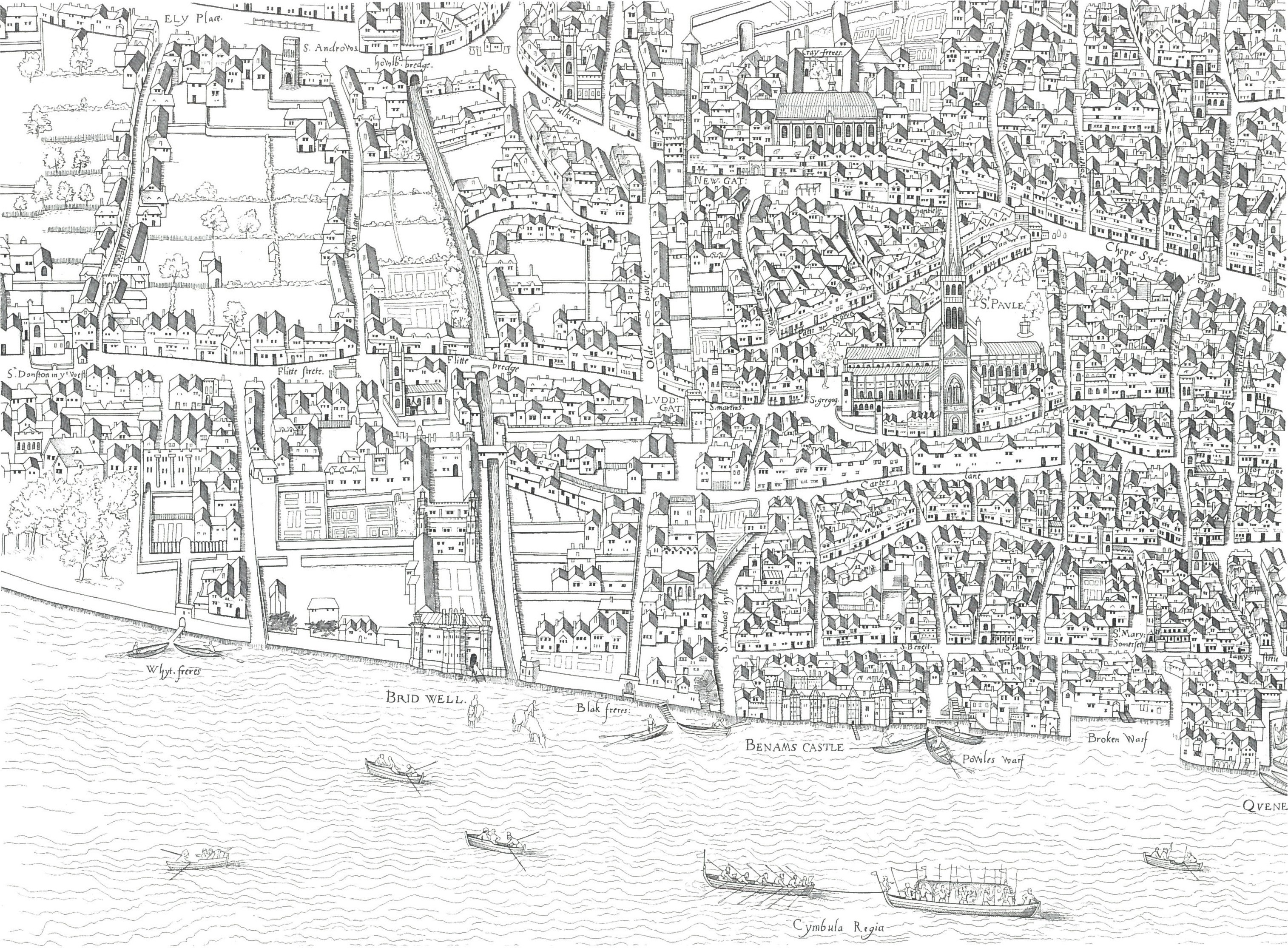
Lastra della zona occidentale

### Zona occidentale
La terza lastra venne identificata nel 1997 nella collezione della Anhaltische Gemäldegalerie, sita in Georgium, Dessau, Germania. Questa sezione della mappa mostra gran parte della City (immediatamente ad ovest dell'area coperta dalla seconda lastra, che si estende a sud del Tamigi, ad ovest della chiesa di St Dunstan-in-the-West), con l'antica cattedrale di San Paolo  e il fiume Fleet. Come la prima lastra, il retro venne usato per dipingere la Torre di Babele, in questo caso datata 1630 ma ancora attribuita ad un membro della bottega di Marten van Valckenborch.

## Datazione
La Copperplate map non ha una data esplicita, ma mediante rilievi sugli edifici d'epoca la sua datazione può essere fatta risalire al periodo tra 1553 e 1559. I punti essenziali sono i seguenti:
- Shrewsbury Place, sulla riva del Tamigi (lastra orientale), porta quel nome. Un tempo nota come Coldharbour House, il nome le venne dato da conte di Shrewsbury e rinominata nel 1553.
- Una croce nel cortile di St Botolph-without-Bishopsgate (Moorfields plate): venne rimossa nel 1559.
- All Hallows, Bread Street, (lastra occidentale) vi figura con le guglie. Queste vennero distrutte da un incendio nel 1559, ed abbattute poco dopo.
- St Paul's Cathedral (lastra occidentale) rappresentata con le guglie. Queste vennero distrutte nell'incendio del 1561.
- Il Royal Exchange non vi figura. Questo edificio venne eretto tra il 1566 ed il 1570 e aperto nel 1571.

Quella che si pensa fosse la Copperplate map è menzionata in una lettera tra il cartografo Nicholas Reynolds e Abraham Ortelius, datata 1562–3.

## Galleria d'immagini

Lastre custodite nel Museum of London
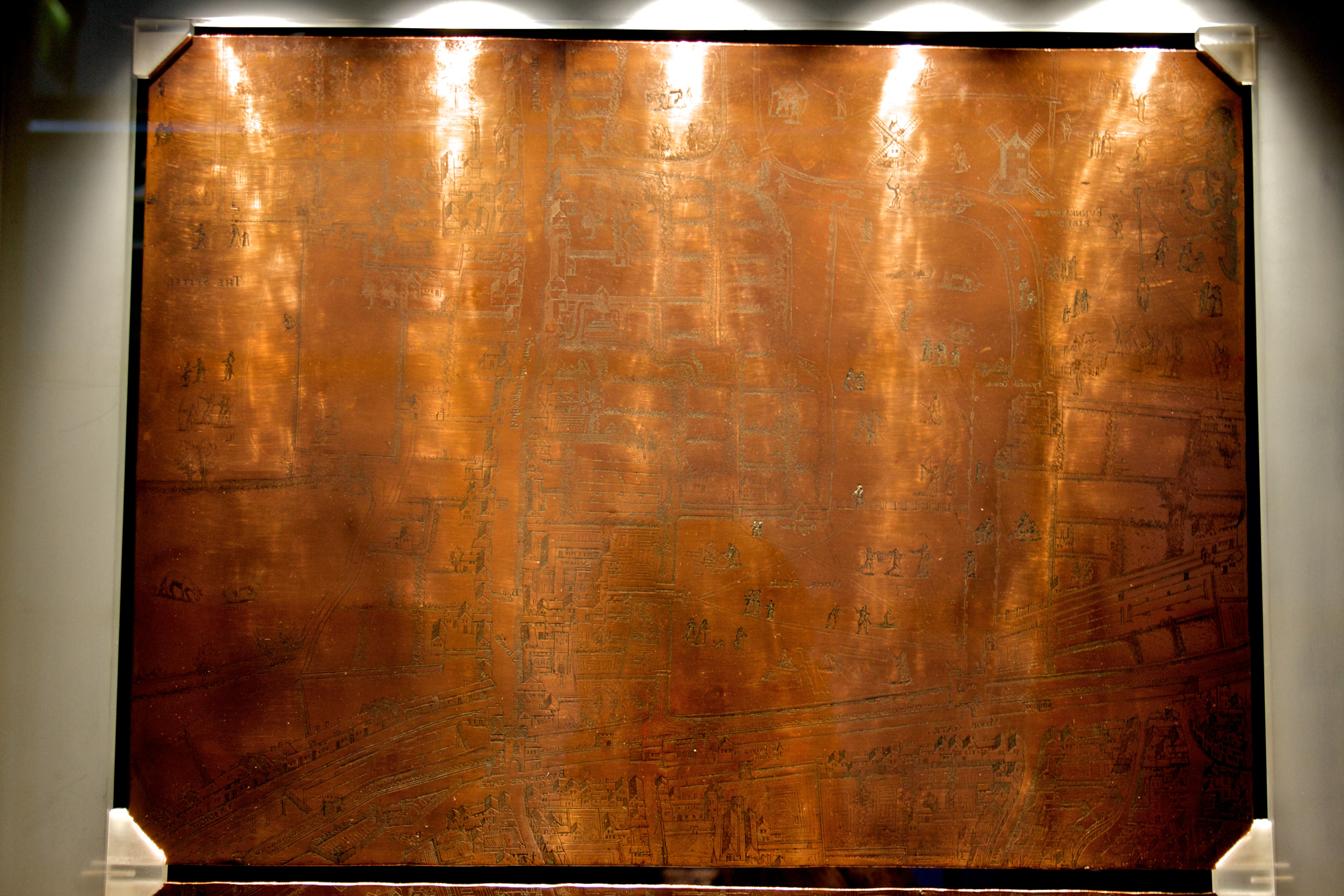
Moorfields plate: superficie incisa
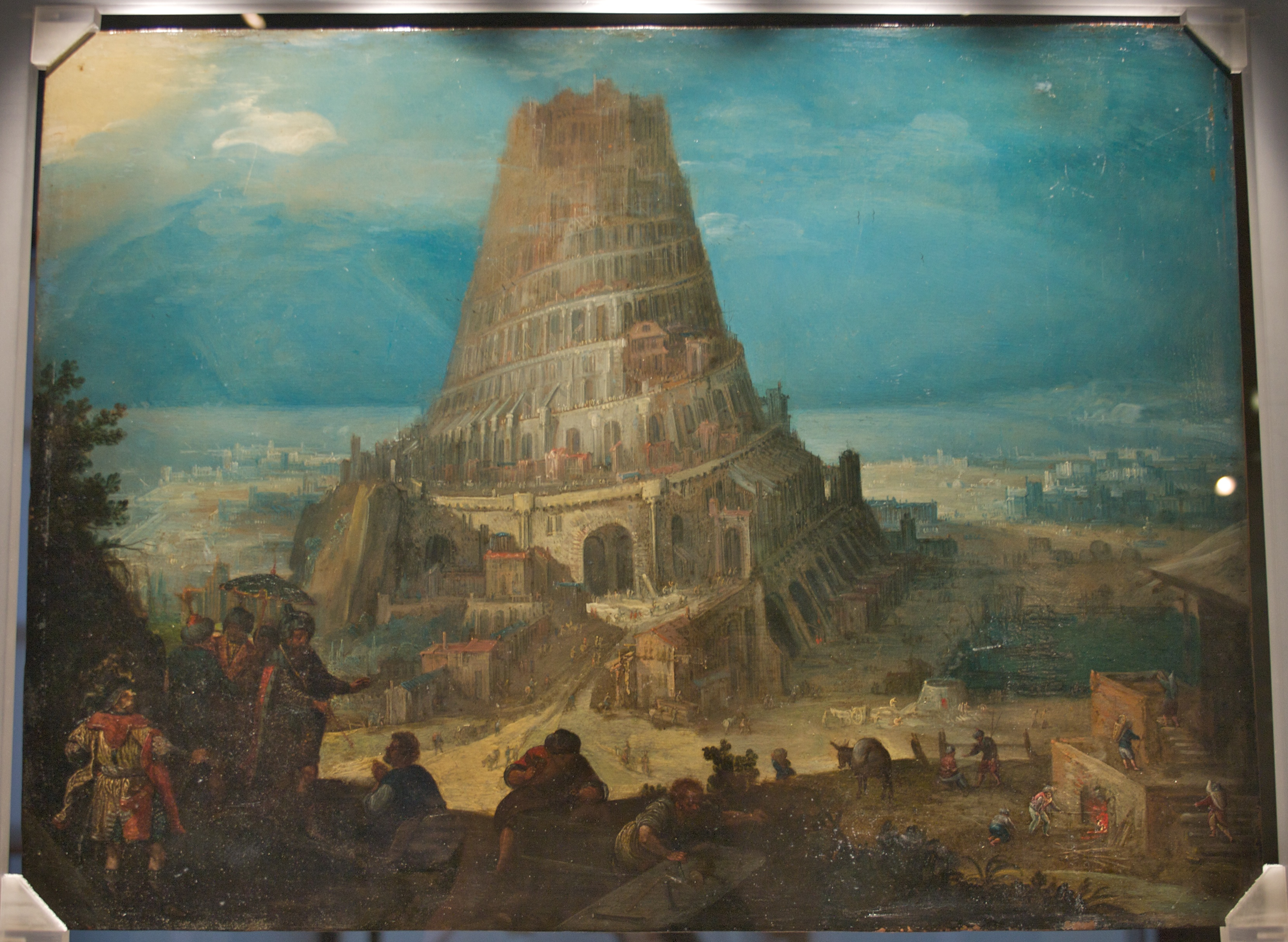
Moorfields plate, retro: Torre di Babele, c. 1600
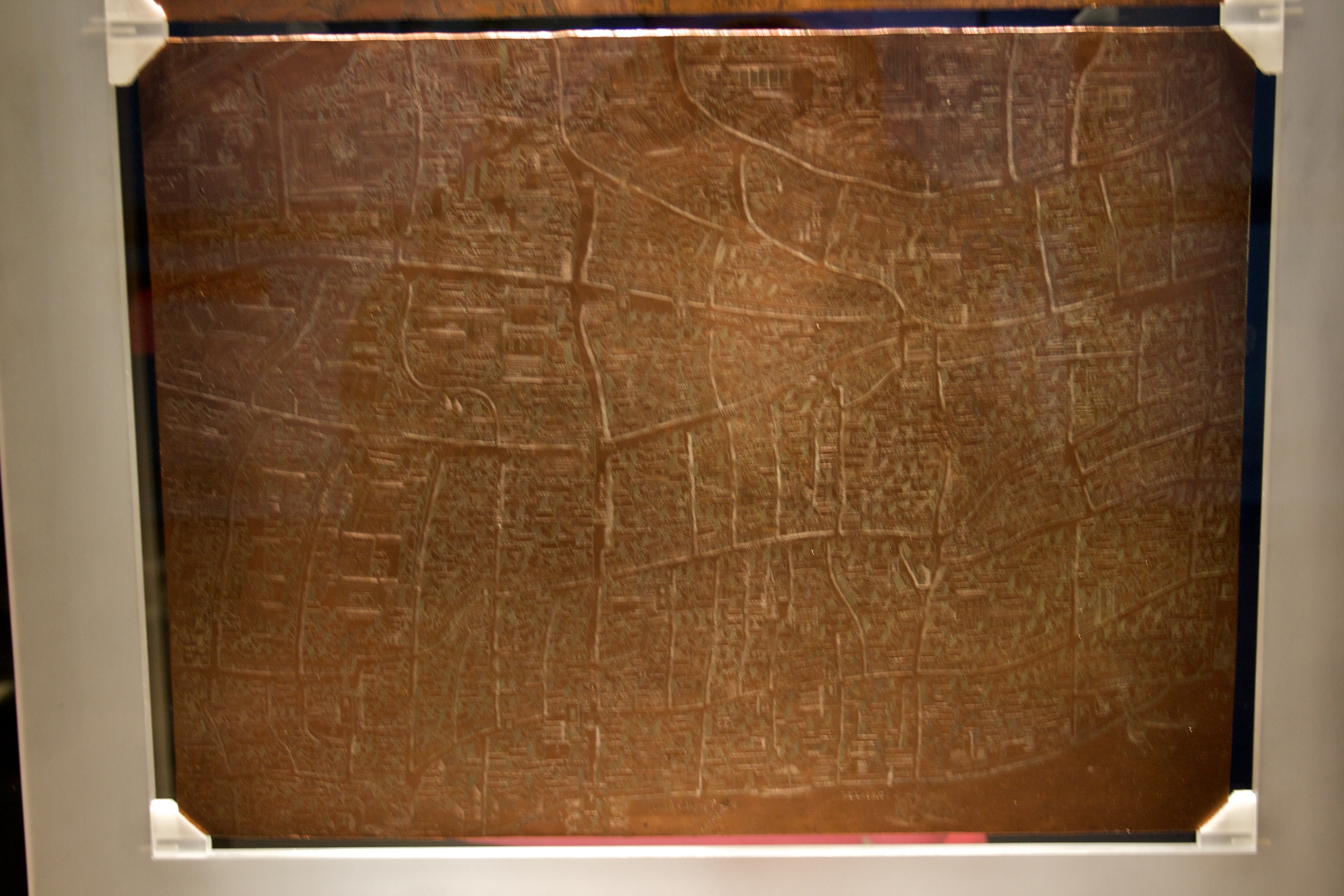
Lastra orientale: superficie incisa
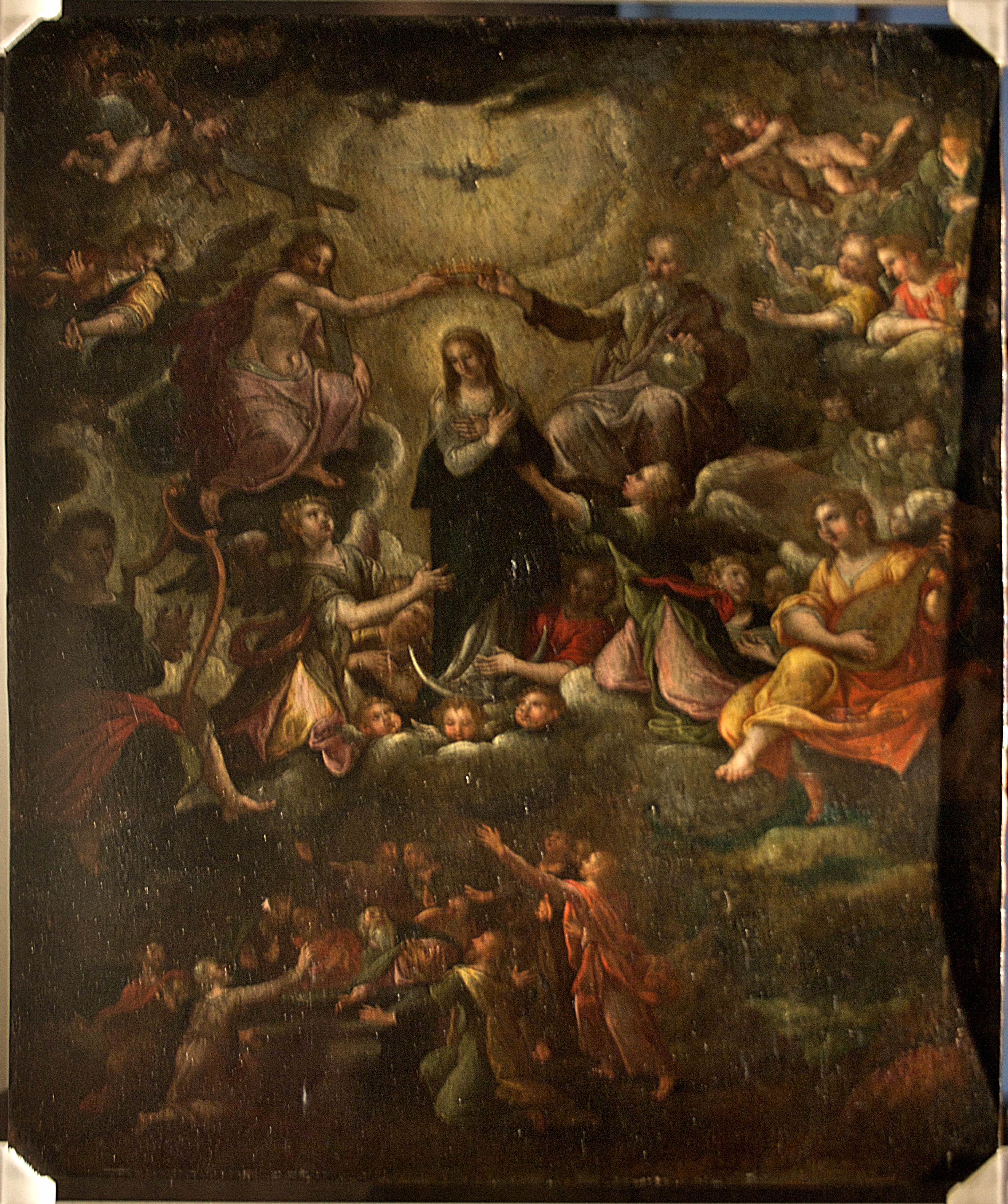
Lastra orientale, retro: The Coronation and Assumption of the Virgin, c. 1600